# Paropsivora graciliseta
Paropsivora graciliseta là một loài ruồi trong họ Tachinidae.